# Stenolophus megacephalus
Stenolophus megacephalus är en skalbaggsart som beskrevs av Carl Hildebrand Lindroth. Stenolophus megacephalus ingår i släktet Stenolophus och familjen jordlöpare. Inga underarter finns listade i Catalogue of Life.